# Locomotive Breath
"Locomotive Breath" —en español: «El aliento de la locomotora»— es la décima canción del álbum Aqualung, de la banda británica de rock progresivo Jethro Tull (1971), y una de las más famosas de la historia del grupo.
El tema, con frecuencia puede seguir siendo escuchado en las emisoras de rock clásico y el solo de flauta que en él interpreta Ian Anderson ha quedado como el más representativo de su estilo.
La letra, aunque abierta a distintas interpretaciones, trata sobre la triste vida de un hombre dirigiéndose al precipicio, al borde del suicidio, como una locomotora sin frenos. Un hombre, Charlie, al que le abandonan sus hijos y que averigua que su mujer le engaña con su mejor amigo. El reproche a Dios ("el eterno ganador de la canción" frente al "eterno perdedor", que es el protagonista de la canción) es el hilo conductor de la segunda cara del álbum Aqualung, titulada My God.
Esta pieza, de gran energía, juega con el continuo contraste entre pasajes musicales tranquilos y melodiosos (como la magistral introducción pianística de John Evan, de carácter clásico y jazzístico) y pasajes rítmicos y enérgicos, cercanos al hard rock. Este juego de contrastes será una de las características básicas del estilo de Jethro Tull.
El virtuosismo de la flauta de Ian Anderson queda definitivamente asentado en el pasaje instrumental intermedio de esta canción.
Los W.A.S.P. realizaron una versión de la misma en 1989, en su álbum The Headless Children (como bonus track).  También Helloween realizaron una versión de "Locomotive Breath" en su álbum Metal Jukebox (1999).

## Producción
"Locomotive Breath" fue grabada de una forma poco usual pues la mayoría de las partes de la canción fueron grabadas por separado. Ian Anderson realizó su interpretación vocal y de flauta sobre el ritmo marcado por el bajo, la guitarra acústica y algunos pasajes de guitarra eléctrica normal. Después se grabó la interpretación de John Evan al piano; Clive Bunker añadió el resto de la percusión y Martin Barre finalizó el resto de pasajes con guitarra eléctrica. Finalmente reensamblaron todas las partes.

## La censura del "Locomotive Breath" en España
En España, debido a la censura en vigor, aún durante los últimos estertores del Franquismo, Aqualung no fue publicado hasta 1975, en una edición en la que la canción "Locomotive Breath" fue censurada y quitada del disco (más por sus referencias sexuales que por su crítica religiosa), siendo sustituida por "Glory Row", un oscuro tema descartado del disco War Child (1974). 
Esta última canción aparecería más tarde en los demás países en recopilaciones o como bonus track de la edición en CD del álbum "War Child".
Esto convirtió a la edición española de Aqualung en una pieza muy apreciada por coleccionistas de otros países.

## Apariciones de la canción en otros álbumes
- Living in the Past.
- M.U. - The Best of Jethro Tull.
- Bursting Out.
- A Classic Case.
- 20 Years of Jethro Tull.
- Rock Island (sólo como bonus track en la edición remasterizada de 2006).
- Live at Hammersmith '84 (en directo).
- Original Masters.
- Through the Years (en directo).
- A Little Light Music (en directo).
- Living with the Past (en directo).
- 20 Years of Jethro Tull: Highlights.
- The Extended Versions.
- 36 All-Time Greatest Hits.
- The Best of Jethro Tull.
- The Very Best of Jethro Tull.
- Aqualung Live (en directo).

También se encuentra incluida en el vídeo Slipstream.